# Rachael Marshall
Pour les articles homonymes, voir Marshall.
Rachael Marshall est une spécialiste de BMX australienne, championne du monde en 1998.

## Palmarès

### Championnats du monde
- 1997
  -  Championne du monde de BMX juniors
- 1998
  -  Championne du monde de BMX

### Championnats d'Australie
- 1997
- Championne d'Australie
- 1998
  - 3e du championnat d'Australie